# Dana Wilson
Dana Richard Wilson (Lakewood (Ohio), 4 februari 1946) is een hedendaags Amerikaans componist, muziekpedagoog, dirigent en jazzpianist.

## Levensloop
Wilson groeide in Wilton (Connecticut) op. Hij deed zijn muziekstudies eerst aan het Bowdoin College, in Brunswick, Maine en behaalde daar in 1968 zijn Bachelor of Arts. Daarna ging hij aan de University of Connecticut en behaalde zijn Master of Arts in 1975. Aansluitend promoveerde hij bij Samuel Adler aan de Eastman School of Music, in Rochester, New York tot Dr. Phil. in 1982.
Tegenwoordig is hij professor in muziek aan het Ithaca College - School of Music, in Ithaca, New York, waar hij compositie doceert.
Als componist heeft hij talrijke studiebeurzen ontvangen, zoals National Endowment for the Arts, New York Foundation for the Arts, New England Foundation for the Arts, New York State Council for the Arts, Arts Midwest en Meet the Composer. Met zijn composities behaalde hij een groot aantal prijzen en onderscheidingen, onder andere de Sudler International Composition Prize, de Ostwald Composition Prize en de International Trumpet Guild First Prize. Zijn werken werden naast de Verenigde Staten ook in Europa en Oost-Azië gespeeld.

## Composities

### Werken voor orkest
- 1984 Of a Moment Sometimes Passing, voor kamerorkest
- 1992 Reach
- 1994 Ricochet
- 1994 Journey to the Eleventh Hour, voor kamerorkest
- 1996 At the Bend in the River, voor kamerorkest
- 1997 Wailin’
- 1998 In Prayer, In Celebration..., voor kamerorkest
- 2000 Striving, voor jeugdstrijkorkest
- 2002 Clockwork, voor kamerorkest
- 2002 Dance at Monticello - uit de opera "The Wolf by the Ears", voor kamerorkest
- 2004 Concerto, voor trompet en strijkorkest
- 2004 Song of Desire, voor kamerorkest
- 2005 Concerto (Leader Lieder), voor trompet en orkest

### Composities voor harmonieorkest
- 1987 Piece of Mind, voor harmonieorkest
- 1988 Clarion Call, voor koperblazers (7 trompetten/cornetten, 2 trombones, 2 hoorns, 2 eufonia, 2 tubas) en slagwerk (pauken, grote trom, kleine trom, xylofoon, bellenboom, bekkens, 4 toms, Go-Go Bells, klokkenspeel)
- 1989 Shakata: Singing the World into Existence
- 1990 Calling, Ever Calling, concerto voor hobo (of: sopraan saxofoon) en harmonieorkest
  1. We Call to Awaken the Spirits
  2. I Call You Home, My Love
  3. Call Me, that We May Dance and Forget..
- 1991 Time Cries, Hoping Otherwise, concerto voor altsaxofoon en harmonieorkest
- 1991 Winds on the Steppes, voor 16 hout- en koperblazers, piano en slagwerk
- 1992 Dance of the New World, voor groot harmonieorkest
- 1993 Io Rising, voor koperkwintet, slagwerk en groot harmonieorkest
- 1994 Sang!
- 1995 Uprising, voor groot harmonieorkest
- 1997 Concerto, voor hoorn en harmonieorkest
  1. Freely
  2. Plaintively
  3. With Great Energy
- 1997 The Shifting Bands of Time
- 1998 Shortcut Home
- 1999 Evolution, voor groot harmonieorkest
- 1999 Kah! (Out of Darkness)
- 1999 Vortex , voor koper- en houtblazers, slagwerk en piano
- 2002 Concerto (Leader Lieder), voor trompet en harmonieorkest
- 2004 Black Nightshade - Concerto, voor vier slagwerkers en harmonieorkest
- 2004 ...the harder they fall, voor spreker en harmonieorkest
- 2005 Colorado Peaks, voor groot harmonieorkest
- 2005 Liquid Ebony, voor klarinet en harmonieorkest
- 2005 Remembrance, voor harmonieorkest
- 2005 To Set the Darkness Echoing, voor groot harmonieorkest
- 2005 Liquid Gold, voor sopraan saxofoon en harmonieorkest
- 2006 Day Dreams, voor groot harmonieorkest
- 2006 When I am gone away..., voor harmonieorkest
- 2006 The Avatar, voor fagot en blazers
- 2008 Odysseus and the Sirens
- The shifting Bands of time

### Werken voor koor
- 1988 Low Pressure Aria, voor gemengd koor
- 1991 Gaia! An Ode to the Earth, voor gemengd koor en orkest
- 1993 I Love My Love, voor driestemmig vrouwenkoor (SSA)
- 1995 I have a dream..., voor gemengd koor
- 2002 Five American Folk Songs, voor driestemmig vrouwenkoor (SSA)
- 2006 Love's Phases, voor gemengd koor

### Vocale muziek
- 1984 Four Songs, voor sopraan en bariton
- 1990 Going Down, voor bariton, klarinet, piano en slagwerk
- 1993 Love Beyond Time, Beyond Place, voor sopraan, fluit, klarinet, viool, cello, piano en slagwerk
- 2002 Songs of Life Passing, voor tenor en piano

### Kamermuziek
- 1983 The Dream of Icarus, voor altsaxofoon en piano
- 1983 Sati, voor altsaxofoon, cello en slagwerk
- 1986 This Suite Ain't a Straight Sentimental Marvel, voor 8 hoorns, bas (akoestisch of elektrisch) en drumset
- 1988 The Ascent of Helicon, voor zes trompetten
- 1988 Shakatong, voor gitaar en strijkkwartet
- 1988 Kundalini, voor gitaar en strijkkwartet
- 1989 Escape to the Center, voor saxofoonkwartet
- 1990 I wanna dance on my grave..., voor trombonesextet
- 1994 Mirrors, voor blazerskwintet
- 1995 Deep Remembering, voor hoorn en piano
- 1995 Come Sunday Mornin’, voor saxofoonkwartet
- 1996 To Dream, Perchance to Hope..., voor hobo, altviool en piano
- 1997 Pu Em Remu, voor fluit en slagwerk
- 1997 Incantation and Ritual, voor tenorsaxofoon en piano
- 1998 Dancing with the Devil, voor fluit, klarinet, viool, cello en piano
- 1998 Last Ride to Solutré, voor koperensemble en slagwerk
- 1998 Luminescence, voor sopraansaxofoon (of: fluit, viool, of: klarinet) en piano (of gitaar)
- 1999 All Our Yesterdays, voor fluit, klarinet, hoorn, viool, cello, piano en slagwerk
- 1999 Sing to Me of the Night, voor fluit, gitaar en cello
- 2000 Howling at the Moon, voor saxofoonkwartet
- 2001 For Chas, voor solo basklarinet
- 2001 Whispers from Another Time, voor hobo en piano
- 2002 Liquid Ebony, voor klarinet en piano
- 2002 Mandala, voor hobo en piano
- 2005 The Avatar, concert voor fagot en blazersensemble
- 2005 Daylight at Midnight, voor koperkwintet
- 2005 Kalamus, voor hobo, fagot en piano

### Werken voor slagwerk
- 2000 Primal Worlds, voor slagwerkensemble